# Gabriella Licudi
Gabriella Licudi (* 14. September 1941 in Aylesbury, Buckinghamshire; † 2022) war eine britische Schauspielerin. Sie spielte in den 1960er Jahren in mehreren Kinofilmen. Darunter in L – Der Lautlose, Casino Royale, Minirock und Kronjuwelen und Die letzte Safari.

## Leben und Karriere
Gabriella Licudi wurde 1941 in Aylesbury in der Grafschaft Buckinghamshire in England geboren. Ihr Vater, ein griechischer Marine-Ingenieur, war beruflich viel unterwegs und so wurde Gabriella in England, Frankreich und Spanien erzogen, bevor sich die Familie Mitte der 1950er Jahre dauerhaft in England niederließ.
Licudi nahm Sprechunterricht und studierte an der Central School of Speech and Drama, wo sie 1961 von einem Film-Agenten während einer Klassenaufführung entdeckt wurde. Ihr Fernsehdebüt gab sie 1961 neben Christopher Lee in einer Episode der Serie Alcoa Presents: One Step Beyond. Unter der Regie von Basil Dearden hatte sie 1962 auch ihren ersten Filmauftritt in dem Drama Die heiße Nacht.
Ihre erste große Rolle auf der Bühne spielte sie 1964 neben Trevor Howard in John Mortimers Stück Two Stars for Comfort. Es lief für neun Monate im Londoner West End. Filmproduzent Samuel Bronston besuchte eine Aufführung und bot ihr daraufhin eine kleine Rolle in seinem Monumentalepos Der Untergang des Römischen Reiches an. Der Regisseur John Krish besetzte sie in seinem B-Movie Science-Fiction-Film Unearthly Stranger in der weiblichen Hauptrolle. In Michael Winners Filmkomödie You Must Be Joking! setzte sich 1965 der positive Trend fort. In Jack Cardiffs aufwendiger Agenten-Parodie L – Der Lautlose mit Rod Taylor spielte sie als Corale hinter Jill St. John bereits die zweite weibliche Hauptrolle.
1967 setzte sie der Regisseur Michael Winner in seiner Gaunerkomödie Minirock und Kronjuwelen erneut ein, gefolgt von einem sexy Auftritt als feindliche Agentin Eliza in der James-Bond-Persiflage Casino Royale. An der Seite von Stewart Granger spielte Gabriella Licudi im gleichen Jahr in Henry Hathaways afrikanischem Abenteuerfilm Die letzte Safari wohl ihren größten Filmpart.
Danach folgten nur noch wenige Produktionen für das Kino und das Fernsehen. 1974 hatte Licudi ihren letzten Kinoauftritt in Roy Boulting Filmkomödie Weiche Betten, harte Schlachten neben Stars wie Peter Sellers und Curd Jürgens.
Sie und ihr Ehemann betrieben danach in Südafrika für mehrere Jahre eine Safari-Lodge, bevor sie nach London zurückkehrten, um eine eigene Produktionsfirma zu gründen.

## Filmografie (Auswahl)
- 1962: Die heiße Nacht (All Night Long)
- 1964: Der Untergang des Römischen Reiches (The Fall of the Roman Empire)
- 1964: Unearthly Stranger
- 1965: You Must Be Joking!
- 1965: L – Der Lautlose (The Liquidator)
- 1965: Geheimauftrag für John Drake (Danger Man) (Fernsehserie, 1 Folge)
- 1967: Casino Royale (Casino Royale)
- 1967: Minirock und Kronjuwelen (The Jokers)
- 1967: Die letzte Safari (The Last Safari)
- 1972: In den Fängen der Madame Sin (Madame Sin)
- 1974: Weiche Betten, harte Schlachten (Soft Beds, Hard Battles)